# Communications Security Establishment Canada
Communications Security Establishment (CSEC ) (Em Português: Serviço de Segurança de Comunicações Canadense.) é a agência de criptologia do Governo Canadense. Administrado pelo Departamento de Defesa Nacional, do Canadá, é responsável pela coleta de sinais eletrônicos  ou (SIGINT).
CSEC tem a responsabilidade de proteger do redes electrónicas de informação e de comunicação do governo canadense. É considerada a agência de espionagem mais secreta do Canadá e poucos têm conhecimento da sua existência. Seu orçamento atinge milhões de dólares a cada ano.
Os serviços secretos canadenses trabalham em conjunto com a CIA e NSA como membros parte do Five Eyes ou Cinco Olhos, como é conhecido o acordo.

## Localização

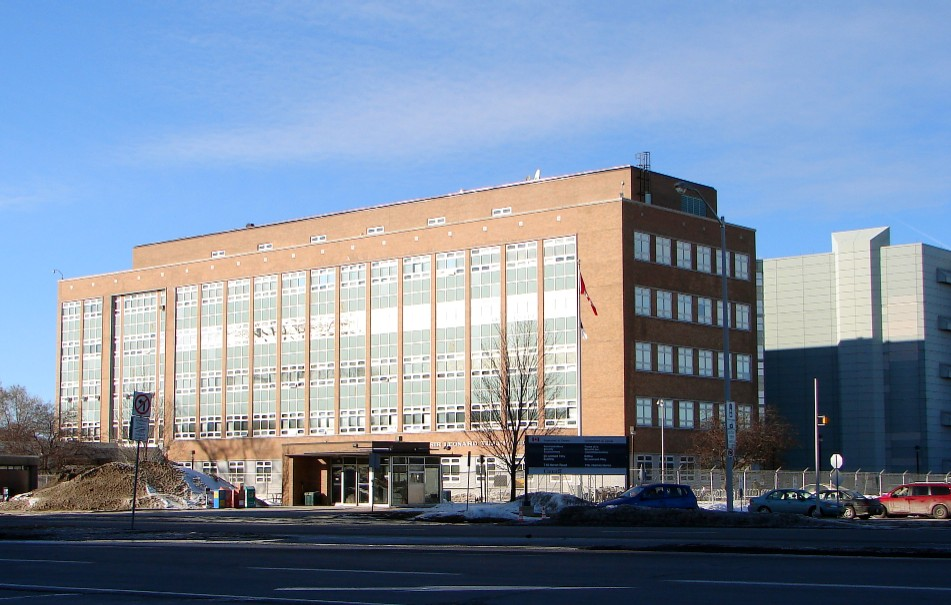
Sede em Ottawa,Canada, a ser mudada em 2015

Seu quartel general está localizado em Ottawa, Ontário, Canadá.

## Operação
CSEC é o equivalente canadense do NSA americana e opera em conjunto com a NSA em inúmeras atividades secretas.

## Controvérsias
Em 2013, associações canadenses de grupos defensores de liberdades civis lançaram uma campanha dirigida contra a falta de transparência do governo nas questões relacionadas com a agência, exigindo mais informações sobre o papel das agencias canadenses nos programas de Vigilância Global da NSA americana, revelados por Edward Snowden em 2013.
Outras críticas tem surgido em torno dos custos de construção da nova sede da agência em Ottawa Ontário Canadá. O projeto está previsto para custar mais de 1,1 bilhões dólares canadense, tornando-se o prédio do governo mais caro da história canadense.
Mais recentemente, foi revelado que Canadian Security Intelligence Service (CSIS), com a cooperação do Communications Security Establishment (CSEC ), forneceu informações falsas aos Tribunais Canadenses para obter autorização para vigilância de cidadãos canadenses.O Juiz Juiz Richard Mosley, afirmou: "Esta foi uma violação do dever de sinceridade devido pelo serviço e seus consultores ao tribunal ".
Em 31 de janeiro de 2014, a imprensa revelou que o Communications Security Establishment of Canada (CSEC), que trabalha com laços estreitos com a NSA, coletou milhares de dados de pessoas passando por aeroportos canadenses. Uma das apresentações reveladas por Edward Snowden, mostra detalhes de como o Canadá, parte dos Cinco Olhos, espiona no mundo.
Em 21 de março de 2014, jornal Le Monde publicou os slides de uma apresentação interna do Communications Security Establishment of Canada (CSEC), que atribuiu um software malicioso à inteligência francesa. A apresentação CSEC concluiu que a lista de vítimas de malware era condizente com as prioridades de inteligência franceses e encontrou uma referência cultural francesa no código do malware, incluindo o nome de Babar, um popular personagem infantil francês, e o nome developer "Titi".

### Violando aCriptologiada Internet
A colaboração de CSEC com a NSA para violar a criptologia da Internet foi exposta em novembro de 2013, através de documentos revelados por Edward Snowden.

### Espionagem do Brasil
A revelação de que CSEC tem feito uso de embaixadas canadenses no exterior para operações de espionagem eletrônica em conjunto com os Estados Unidos foi publicada pelo The Guardian em 6 de junho de 2013. Foi divulgado que através de CSEC o Canada vem espionando no Brasil em assuntos relacionados aos interesses econômicos principalmente americanos.
As recentes revelações de Edward Snowden, mostram que no caso da espionagem no BrasilO Senado Federal Brasileiro abriu investigação cujo foco do colegiado são as denúncias de que os Estados Unidos também fazem espionagem econômica e empresarial. A CPI cogita, inclusive, pedir ao governo russo para trocar informações com o técnico americano Edward Snowden, responsável pelos vazamentos da espionagem, e refugiado naquele país., o Serviço Canadense de Inteligência de Segurança (CSIS), o equivalente a CIA americana e o Communications Security Establishment (CSES), o equivalente canadense da NSA americana, foram participantes ativos na espionagem incluindo no caso da espionagem da Petrobrás. e do Ministério das Minas e Energia